# Варрониан (консул 364 года)
Варрониан (лат. Varronianus) — сын императора Иовиана и консул.

## Биография
Варрониан был, по всей видимости, старшим сыном Иовиана. Август назначил его консулом вместе с собой. Малолетний Варрониан во время торжественной церемонии вступления в консульство «плакал, упорно отбивался от того, чтобы его сажали на курульное кресло во время проезда, как требовал того обычай». Впоследствии, вероятно, Иовиан хотел сделать сына соправителем, однако внезапная смерть отца перечеркнула все шансы Варрониана на пурпур. Впоследствии ему выкололи глаз, чтобы он не мог претендовать на престол. Возможно, он был ещё жив в 380 году (на это указывает одно из писем Иоанна Златоуста). О его дальнейшей судьбе ничего не известно.